# Drew Kibler
Andrew Patrick Kibler (conocido como Drew Kibler; Indianápolis, 9 de marzo de 2000) es un deportista estadounidense que compite en natación, especialista en el estilo libre.
Participó en dos Juegos Olímpicos de Verano, obteniendo una medalla de plata en París 2024, en la prueba de 4 × 200 m libre, y el cuarto lugar en Tokio 2020, en la misma prueba.
Ganó una medalla de oro en el Campeonato Mundial de Natación de 2022 y dos medallas en el Campeonato Mundial de Natación en Piscina Corta de 2022.
Estudió Psicología en la Universidad de Texas en Austin.

## Palmarés internacional
| Juegos Olímpicos                    | Juegos Olímpicos      | Juegos Olímpicos  | Juegos Olímpicos |
| Año                                 | Lugar                 | Medalla           | Prueba           |
| ----------------------------------- | --------------------- | ----------------- | ---------------- |
| 2024                                | París (Francia)       | Medalla de plata  | 4 × 200 m libre  |
| Campeonato Mundial                  |                       |                   |                  |
| Año                                 | Lugar                 | Medalla           | Prueba           |
| 2022                                | Budapest (Hungría)    | Medalla de oro    | 4 × 200 m libre  |
| Campeonato Mundial en Piscina Corta |                       |                   |                  |
| Año                                 | Lugar                 | Medalla           | Prueba           |
| 2022                                | Melbourne (Australia) | Medalla de oro    | 4 × 200 m libre  |
| 2022                                | Melbourne (Australia) | Medalla de bronce | 4 × 100 m libre  |